# Aeródromo Los Morros
El Aeródromo Los Morros (OACI: SCQR) es un terminal aéreo ubicado junto a la localidad de Cobquecura, Provincia de Itata, Región de Ñuble, Chile. Este aeródromo es de carácter público.